# سوریکلون
سوریکلون(به انگلیسی: Suriclone) (سوریل) دارویی آرام‌بخش و ضداضطراب از خانواده داروهای سیکلوپیرولون است.
داروی سوریکلون از نظر دارویی کاملاً مشابه خانواده داروهای بنزودیازپین است و خواص دارویی آن از جمله خواص آرام بخشی و ضد اضطرابی آن شبیه بنزودیازپین‌ها است با این تفاوت که اثرات یادزدودگی کمتری دارد. ساختار شیمیایی آن کاملاً متفاوت از داروهای بنزودیازپین است.
سازوکار عملکردی که موجب اثرات آرام‌بخشی و ضد اضطرابی در سوریکلون می‌شود به وسیله تعدیل گیرنده‌های GABAA است، اگرچه سوریکلون از بیشتر بنزودیازپین‌ها انتخابی‌تر عمل می‌کند.